# Särna landskommun
Särna landskommun var en kommun i dåvarande Kopparbergs län (nu Dalarnas län).

## Administrativ historik
När 1862 års kommunalförordningar trädde i kraft inrättades över hela landet cirka 2 500 kommuner.
I Dalarna bildade de två socknarna Idre och Särna en gemensam landskommun med namnet Särna.
År 1916 avskiljdes Idre landskommun som egen kommun.
1971 gick båda kommunerna upp i Älvdalens kommun.

### Kyrklig tillhörighet
I kyrkligt hänseende tillhörde kommunen Särna församling samt före 1916 även Idre församling.

## Kommunvapen
Blasonering: I blått fält en upprest häst av guld med röd beväring, därest dylik kan komma till användning.
Vapnet antogs 1947.

## Geografi
Särna landskommun omfattade den 1 januari 1952 en areal av 2 234,20 km², varav 2 172,80 km² land.

### Tätorter i kommunen 1960
I Särna kommun fanns tätorten Särna, som hade 1 276 invånare den 1 november 1960. Tätortsgraden i kommunen var då 56,7 procent.

## Politik

### Mandatfördelning i valen 1938-1966
| 8 | 4 | 6 | 2 |

| 20 |

| 2 | 9 | 3 | 6 |

| 20 |

| 5 | 7 | 9 |

| 19 |

| 5 | 10 | 4 | 4 | 2 |

| 23 |

|  | 9 | 4 | 7 | 4 |

| 24 |

|  | 12 | 6 | 3 | 3 |

| 24 |

|  | 12 | 3 | 4 | 4 |  |

| 24 |

| 10 | 5 | 6 | 2 | 2 |

| 24 |